# Allochthonius exornatus
Espèce
Allochthonius exornatus est une espèce de pseudoscorpions de la famille des Pseudotyrannochthoniidae.

## Distribution
Cette espèce est endémique du Hebei en Chine. Elle se rencontre dans le xian de Zhuolu.

## Description
Les mâles mesurent de 1,84 à 1,93 mm et les femelles de 1,89 à 2,51 mm.

## Publication originale
- Gao & Zhang, 2013 : Description of a new Allochthonius species from China, with a key to the genus (Pseudoscorpiones:Pseudotyrannochthoniidae).. Entomologica Fennica, vol. 23, no 2, p. 107–112.